# Boiacá
Boiacá (em castelhano: Boyacá; pronunciado [boja'ka]) é um dos 32 departamentos da Colômbia. Está localizado no centro do país, onde Tunja é a capital. A sua criação remonta à reforma constitucional da Confederação de Granada em 22 de maio de 1858. Seu território abrange uma área de 23.102 km ², semelhante à da ilha de Sardenha.

## História
Os primeiros colonos chegaram no território boyacense aproximadamente 12.000 anos atrás. Em 500 a.C. a nação Muisca ocupa a região, e torna-se a comunidade pré-colombiana mais desenvolvida no norte da América do Sul, prova de isso, o seu sistema de organização social, cultural e produtiva. Na chegada dos espanhóis, o território Muisca já estava organizado em três comunidades: Hunza, sob o comando de zaque, a Sugamuxi e a Tundama. O povo muisca estava empenhado principalmente na agricultura, os têxteis e a mineração.
Em 1537, Gonzalo Jimenez de Quesada veio neste território para ocupar a terra, distribuir os índios, obtener recursos. Em 1539 Gonzalo Suárez Rendón fundou Tunja e outras cidades ocupadas pelas antigas aldeias indígenas. Durante o período colonial, a cidade de Tunja foi um dos mais importantes centros políticos e econômicos do Vice-reino de Nova Granada. No início do século XIX, o território foi chamado província de Tunja e depois do grito de independência de Santa Fe, proclama a sua criação em 09 de dezembro de 1811 e a sua independência em 10 de dezembro de 1813. No entanto, durante a reconquista, em 1816, no Reinado do Terror, os espanhóis ordenaram o fuzilamento de um grande número de patriotas em todo o país.

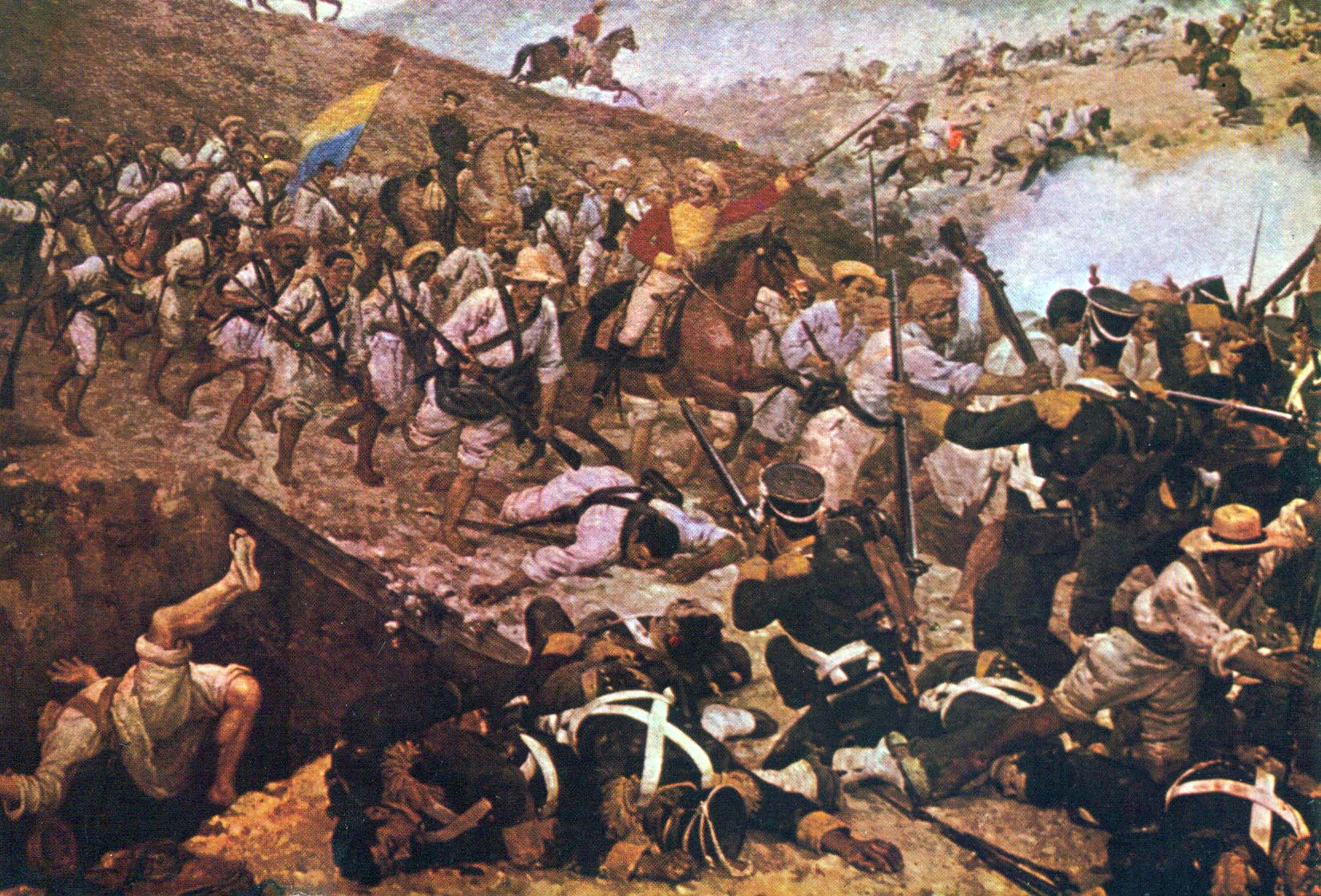
A Batalha de Boiacá

Depois de vários séculos de domínio espanhol e de duras batalhas (a Batalha do Pantano de Vargas), deu liberdade total na Batalha de Boiacá, no dia 7 agosto 1819 quando as tropas sob Simón Bolívar foram impostas sobre as forças espanholas. Templos, mosteiros, ruas e monumentos perceber o seu papel nos últimos dois séculos.
A Constituição de Cucuta em 1821 dividiu o país em departamentos, províncias, municípios e paróquias, de modo que o departamento de Boiacá foi composto pelas províncias de Tunja, Pamplona, Socorro e Casanare. Através da Lei de 15 de junho de 1857, Boiacá torna-se um dos Estados Unidos da Colômbia, que foi formada pelas províncias de Tunja, Tundama, Casanare, os cantões de Chiquinquirá e Velez. E de acordo com a lei de 31 de Outubro do mesmo ano criou quatro departamentos, Tunja com 42 distritos, com 46 Tundama, Casanare, com 21 e Leste com 6.

O território original do Estado Soberano de Boiacá em 1857.

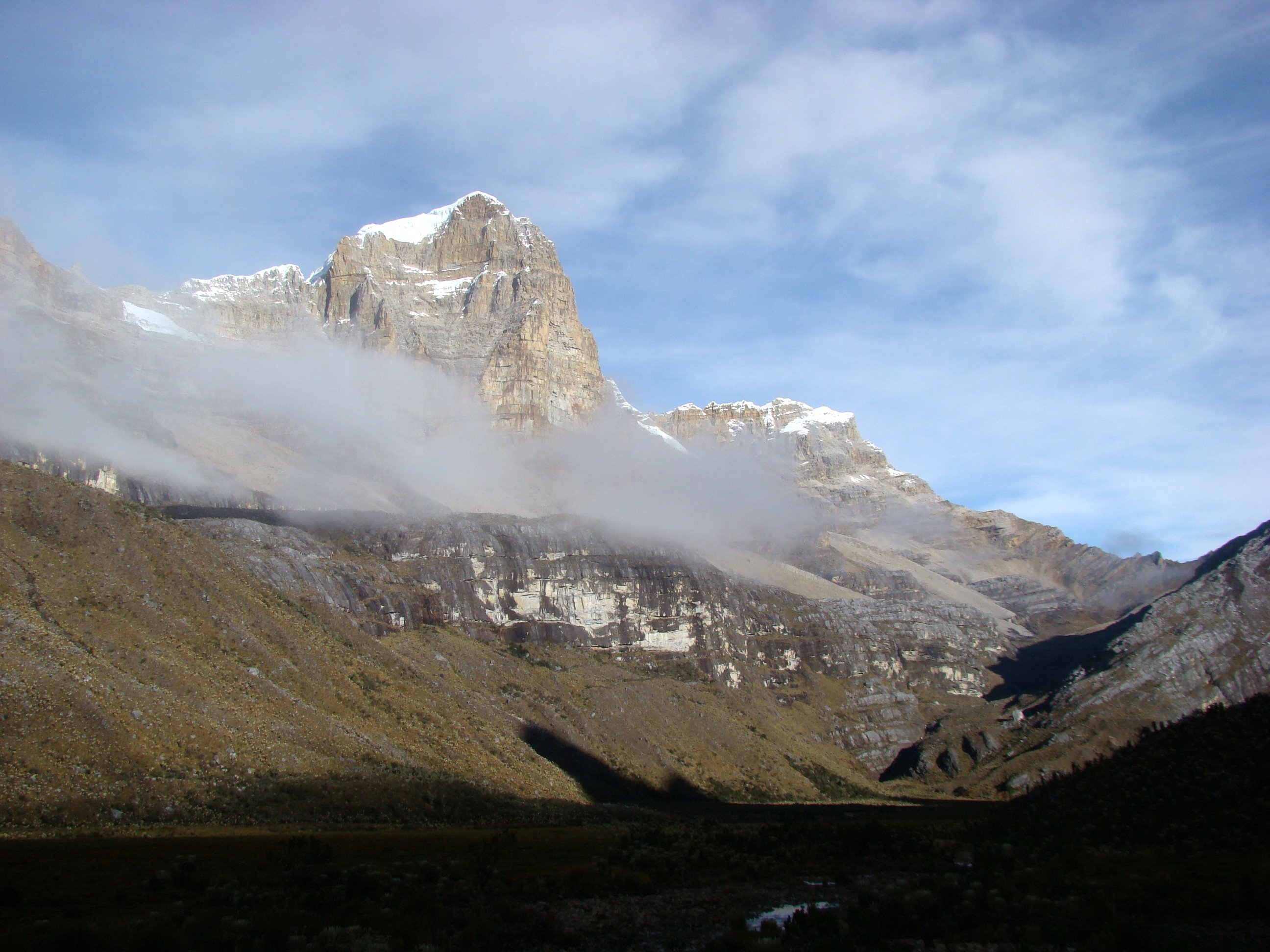
O Ritacuba Branco na Serra Nevada do Cocuy

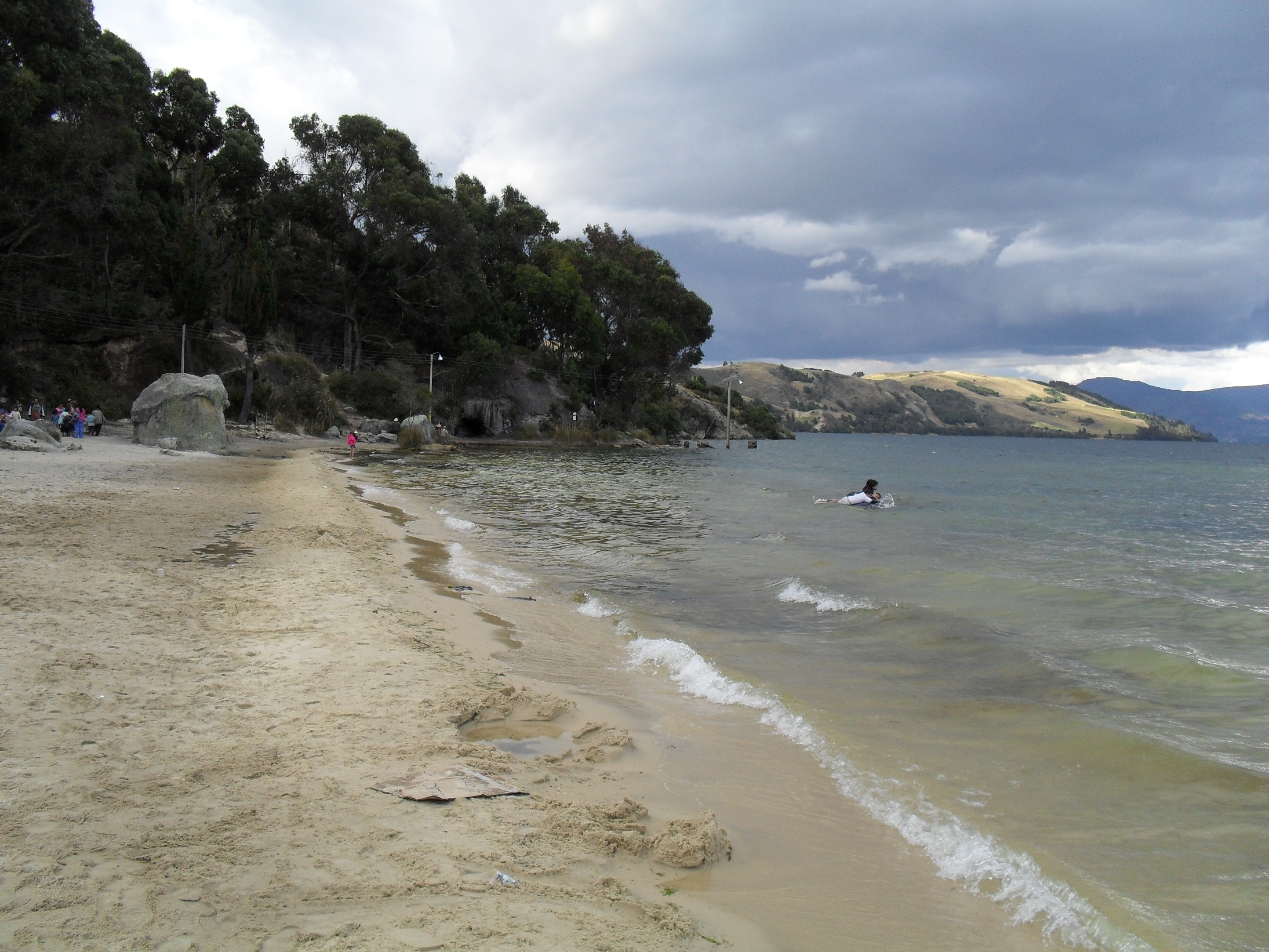
Praia Branca, a praia mais alta do país (3250 msnm)

## Municípios
1. Alméida
2. Aquitânia
3. Arcabuco
4. Belém
5. Berbeo
6. Betéitiva
7. Boavita
8. Boyacá
9. Briceño
10. Buenavista
11. Busbanzá
12. Caldas
13. Campohermoso
14. Cerinza
15. Chinavita
16. Chiquinquirá
17. Chíquiza
18. Chiscas
19. Chita
20. Chitaraque
21. Chivatá
22. Chivor
23. Ciénega
24. Cómbita
25. Coper
26. Corrales
27. Covarachia
28. Cubará
29. Cucáita
30. Cuítiva
31. Duitama
32. El Cocuy
33. El Espino
34. Firavitoba
35. Floresta
36. Gachantivá
37. Gámeza
38. Garagoa
39. Guacamayas
40. Guateque
41. Guayatá
42. Güicán
43. Iza
44. Jenesano
45. Jericó
46. Labranzagrande
47. La Capilla
48. La Uvita
49. Vitória
50. Vila de Léiva
51. Macanal
52. Maripí
53. Miraflores
54. Môngua
55. Monguí
56. Moniquirá
57. Motavita
58. Muzo
59. Nobsa
60. Nuevo Colón
61. Oicatá
62. Otanche
63. Pachavita
64. Páez
65. Páipa
66. Pajarito
67. Panqueba
68. Páuna
69. Paya
70. Paz de Río
71. Pesca
72. Pisba
73. Puerto Boyacá
74. Quípama
75. Ramiriquí
76. Ráquira
77. Rondón
78. Saboyá
79. Sáchica
80. Samacá
81. San Eduardo
82. San José de Pare
83. San Luis de Gaceno
84. San Mateo
85. San Miguel de Sema
86. San Pablo de Borbur
87. Santa María
88. Santana
89. Santa Rosa de Viterbo
90. Santa Sofía
91. Sativanorte
92. Sativasur
93. Siachoque
94. Soatá
95. Socha
96. Socotá
97. Sogamoso
98. Somondoco
99. Sora
100. Soracá
101. Sotaquirá
102. Susacon
103. Sutamarchán
104. Sutatenza
105. Tasco
106. Tenza
107. Tibaná
108. Tibasosa
109. Tinjacá
110. Tipacoque
111. Toca
112. Togüí
113. Tópaga
114. Tota
115. Tunja
116. Tununguá
117. Turmequé
118. Tuta
119. Tutazá
120. Úmbita
121. Ventaquemada
122. Viracachá
123. Zetaquira

### Etnias
| Cor/Raça           | Porcentagem |
| ------------------ | ----------- |
| Mestiços e Brancos | 98,26%      |
| Afro-colombianos   | 1,25%       |
| Indígenas          | 0,48%       |